# الفهم أثناء القراءة

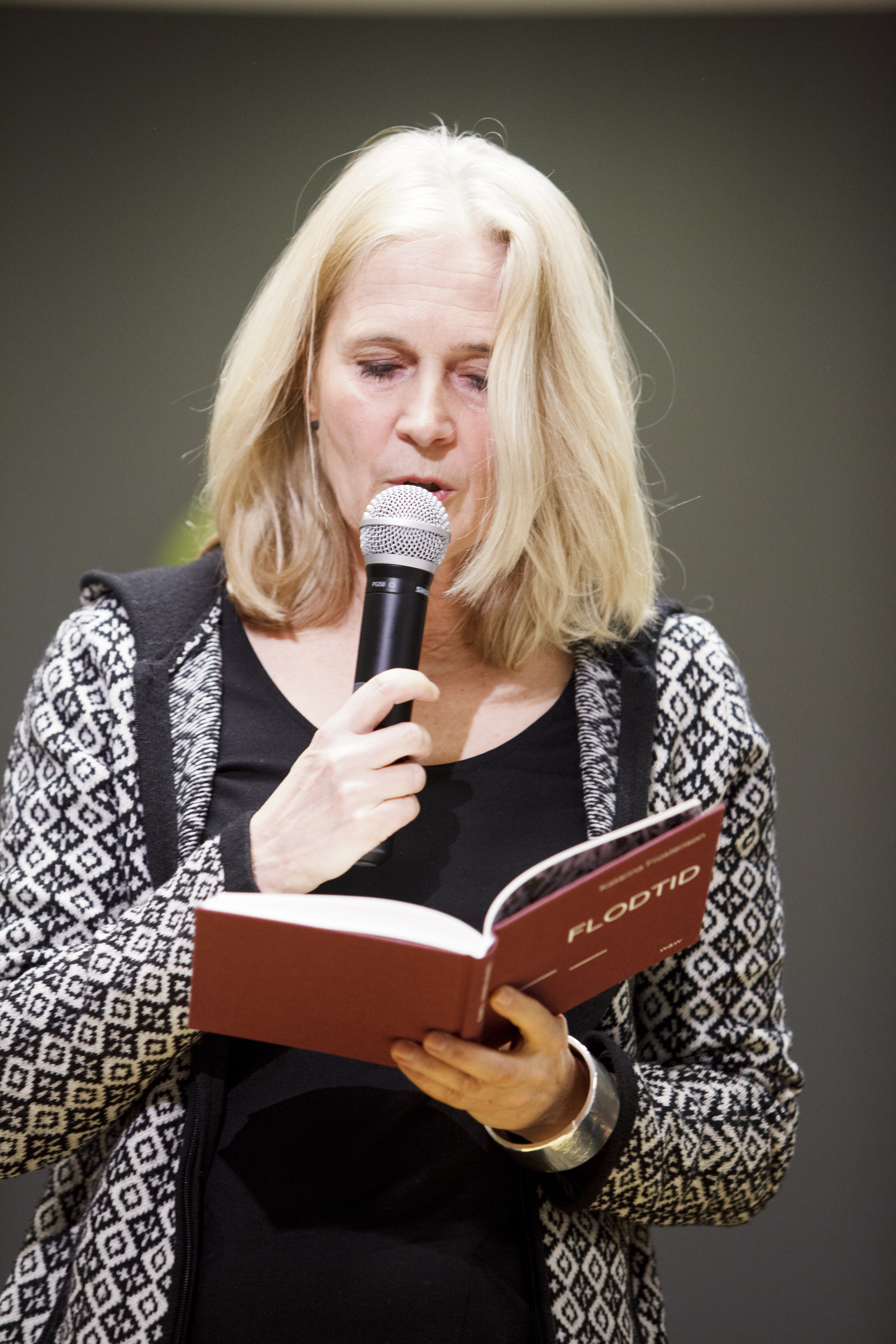

الفهم أثناء القراءة هو القدرة على قراءة النص، ومعالجته، وفهم معناه. وبالرغم من أن هذا التعريف يبدوا بسيطًا إلا أنه ليس سهلاً للتعليم أو التعلم أو الممارسة. فتتأثر القدرة الفردية لفهم النص بالسمات والمهارات والتي هي القدرة على إيجاد الاستنتاجات إذا كان يصعب تمييز الكلمة، فأنه يستخدم الطلاب الكثير من قدراتهم لقراءة الكلمات وحدها. والتي تتعارض مع قدراتهم لفهم ما يقرأون. هناك عدة طرق لتطوير قراءة الفهم، تتضمن مفردات اللغة واستراتيجيات القراءة. وفقا لدراسة مادوماثي باسوباثي وأريجيت غوش، فإنه غالبًا ما يستخدم الطلاب البارعين في القراءة من استراتيجيات ل فهم النصوص الاكاديمية.

## التاريخ
في البداية أغلب تدريس «الإدراك أو الفهم» كان يعتمد على نقل بعض التقنيات المحددة التي معًا سوف تجعل الطلاب قراء استيراتيجين مع ذلك خلال 40 سنة من اختبار هذه الأساليب يبدو انها لن لم تتلقى أي دعم أي دعم في الأبحاث التجريبية. استراتجية لتطوير قراءة الفهم هي تقنية تسمى ب SQ3R : فحص وسؤال وقراءه والقى ومراجعة هذه الاستراتيجية تمت على يد فرانسيس بلزينت روبنسون في 1946 بكتابه الدراسة الفعالة.
بين 1996 وحوالي 2000 عددا من الاستراتيجيات كانت مبتكرة لتعليم الطلاب لاستخدام التوجيه الشخصي لتطوير القراءة المفهومة. في 1996 أنتوني مانزو صمم ووجد دعم تجربيبي لطلب إجراء التساؤلات المتبادلة، لقد كان الاسلوب الأول لتحويل النظريات المستجدة من اساليب اجتماعية وتقليدية إلى اساليب تعليميه من خلال التواصل بين المدرسين والطلبة والذي يسمى النموذج الادراكي.
منذ التحول في القرن 21. دروس «الفهم الإدراك» غالبا تتكون من طلاب يجيبون بانفسهم على الاساتذة سواء شفويا أو كتابة. رواية المجموعة باكملها غالبا تتضمن القراءة المستديرة حيث ان المعلمين يستدعون الطلاب فرديا لقراءة جزء من النص. في الربع الاخير من القرن العشرين ثبت أن طريقة القراءة-الاختبار أكثر نجاحا من تدريس الإدراك. بدلا من استخدام الطريقة المسبقة اختبار القراءة. الدراسات البحثية اثبتت ذلك يوجد كثير من الطرق الفعالة لتعليم الإدراك. كثير من العمل المنجز في تدريس القراء المبتدئين «استراتيجيات القراءة» أو الادوات لتفسير وتحليل النص.
الوصية المستخدمة في استراتيجة الإدراك غالبا تتضمن التخلي التدريجي عن المسئوولية حيث أن المعلمين في البداية يشرحون وويصيغون الاستراتيجيات. بالإضافة إلى، المعلمين يعطون الطلاب مسؤوليات أكثر لاستخدام الاستراتيجيات حتى يستطيعون استخدامها بنفسهم. بشكل عام هذا الاسلوب مرتبط ب فكرة تنظيم النفس والنظرية الاجتماعية الادراكية. في الاصل انشاءها ألبرت باندورا.

## المحتوى الصعب أو المعقد

### قراءة نصوص صعبة
قد تبدو بعض النصوص، مثل النصوص الفلسفية أو الأدبية أو البحثية العلمية، صعبة القراءة بسبب افتراضهم لامتلاك القارئ معرفة مسبقة بالموضوع، أو التقاليد التي انحدر منها كتّابها أو بسبب اللهجة، كأن تكون لهجة انتقادية أو متعالية. فسر الفيلسوف جاك دريدا رأيه حول النصوص المعقدة: «يجب على الكاتب أن يعمل نفقة تربوية في كل مرة يريد فيها الكشف عن المعاني المضمرة في كتاباته في كثير من الخطابات، ولا يمكن توقع هذا من كل كتاب. يجب أن تُقسم المسؤولية في هذه الحالة؛ يجب على القراءة أن تقوم بعملها ويجب على العمل أن يصنع قارئه». مع ذلك، يؤمن جمع آخر من الفلاسفة إنه إن كان لديك ما تقوله،  فمن الضروري جعل الرسالة مقروءة من قبل جمع غفير من الجمهور.

### الروابط التشعبية
وُجد أن للروابط التشعبية المدمجة في الملفات أو في صفحات الإنترنت أثارًا مختلفة على القارئ أكثر من النصوص التقليدية. يدعي المؤلفون، مثل نيكولاس كار، وعلماء النفس، مثل ماريان وولف، وجود تأثير سلبي للإنترنت على التركيز والفهم القرائي. تشير بعض الدراسات إلى زيادة الآثار التي تنتج عن قراءة نصوص الروابط التشعبية مثل تأثيرها على العبء المعرفي، أو على كمية المعلومات الموجودة في ذهن الشخص. أظهرت إحدى الدراسات أن الانتقال من خمسة روابط تشعبية في الصفحة إلى أحد عشر رابطًا تشعبيًأ في الصفحة قد أدى إلى تقليل فهم طلبة الكلية (قُيمت من خلال اختبارات متعددة الاختيارات)  لمقالات علمية حول الطاقة البديلة. يُمكن أن يُعزى هذا إلى عملية صنع القرار (تقرير فيما إذا كنت ستضغط عليه أم لا) والتي يتطلبها كل رابط تشعبي، والذي قد يقلل بدوره من فهم النص المحيط به.
في المقابل، أظهرت دراسات أخرى أن توفير ملخص قصير عن محتوى الرابط عند وضع المؤشر فوقه سيزيد من فهم النص. حسنت «تلميحات الملاحة»، حول أكثر الروابط ملائمة، من فهم النص. وأخيرًا، يُمكن أن تلعب الخلفية المعرفية للقارئ دورًا جزئيًا في تأثير الروابط التشعبية على الفهم. وجدت دراسة للفهم القرائي أجريت على أشخاص ملمين أو غير ملمين بتاريخ الفن أن النصوص المرتبطة ببعضها البعض على أساس ترتيب هرمي أسهل على المبتدئين في الفهم من النصوص المرتبطة على أساس دلالي. في المقابل، فهم الأشخاص الملمون بالموضوع المحتوى بشكل جيد باستخدام كلتا الطريقتين في الترتيب.
عند ترجمة هذه النتائج، قد يكون من المفيد الإشارة إلى أن جميع هذه الدراسات المذكورة قد نُفذت في محتوى ذو بيئات مغلقة، وليس على الإنترنت. وهذا يعني أن النصوص المستعملة قد رُبطت مع مجموعة من النصوص المقررة سلفًا والتي كانت خارج الإنترنت. إضافة إلى هذا،  وُجه المشاركون للقراءة عن موضوع ما لفترة محددة من الوقت. قد لا تحتوي قراءة النصوص على الإنترنت على هذه القيود.[بحاجة لمصدر]

## التطوير المهني
أشارت اللجنة الوطنية للقراءة صعوبة تدريس إستراتيجية الفهم للعديد من المدرسين والطلاب على حد سواء، ويأتي هذا بسبب عدم تدريسهم من قبل بهذه الطريقة ولأنها من المهام الصعبة والشاقة. اقترحوا إمكانية زيادة رغبة المدرسين والطلاب في استخدام استراتيجيات القراءة من خلال التطوير المهني، لكنهم اعترفوا أن عليهم عمل الكثير في هذا المجال. يعتبر نشاط القراءة والتفكير الموجه من الآليات المستعملة من قبل المدرسين لمساعدة الطلاب على الفهم القرائي. يعد هذا الأمر صعبًا للطلاب الجدد. يحوم بعض الجدل حول العلاقة بين طلاقة القراءة والفهم القرائي. تشير الأدلة إلى وجود علاقة مباشرة تنص على أن الطلاقة والفهم يؤديان إلى تحسين فهم المواد المكتوبة في كل الأعمار. قيم التقييم الوطني للتقدم التعليمي أداء الطلاب في القراءة في المرحلة الثانية عشرة ومن المدارس العامة والخاصة ووجدوا امتلاك 37 بالمئة فقط من الطلاب لمهارات قراءة احترافية. امتلك 72 بالمئة من الطلاب مستوى مقبول أو أعلى من المقبول بقليل من مهارات القراءة الأساسية، في حين امتلك 28 بالمئة من الطلاب مستوى أدنى من المقبول من مهارات القراءة الأساسية.

## التعريف
قراءة الفهم هي مستوى استيعاب نص أو رسالة. هذا الاستيعاب يأتي من خلال التفاعل بين الكلمات المكتوبة وكيفية تحفيزها للمعرفة خارج النص.
الاستيعاب هي «عملية مبتكرة متعددة الأوجه» تعتمد على أربعة مهارات لغوية: علم الأصوات، بناء الجملة، دلالات الألفاظ، علم الدراسات اللغوية. البارع في القراءة يعتمد على قدرته في أدراك الكلمة بشكل سريع وبدون جهد. وانه أيضا محدد من تطوير الجانب الادراكي. والتي هي «إنشاء عملية الفكر.» فبعض الناس يتعلمون من خلال التعليم أو التعليمات والبعض الأخر من خلال التجارب المباشرة.
هنا لك بعض السمات التي تحدد نجاح الأدراك الفردي للنص، تتضمن العلم المسبق عن الموضوع وتطور اللغة الفعال والقدرة على الاستنتاج. امتلاك المهارة لرصد لمراقبة الفهم هو عامل: لماذا هذا مهم؟ هل احتاج لقراءة النص بالكامل؟ هذه امثلة. أخيرا القدرة على التصحيح الذاتي لحل مشكلات الفهم كلما ظهرت.